# San Marco (1911)
«Сан-Марко» (італ. San Marco) — броненосний крейсер типу «Сан-Джорджо» Королівських ВМС Італії початку XX століття.

## Історія створення
Крейсер «Сан-Марко» був закладений 24 липня 1905 року на верфі «Regio Cantiere di Castellammare di Stabia» у місті Кастелламмаре-ді-Стабія. Спущений на воду 5 травня 1908 року, вступив у стрій 7 лютого 1911 року

## Історія служби
Під час італійсько-турецької війни крейсер «Сан-Марко» був уведений до складу 2 Дивізіону 1-ї Ескадри середземноморського флоту. У жовтні 1911 року у складі ескадри італійського флоту вирушив до берегів Лівії, до міста Дерна. Після того, як турецький гарнізон відмовився капітулювати, італійські кораблі відкрили вогонь з гармат великого калібру, практично знищивши місто протягом 30-хвилинного обстрілу, після чого його захопили італійські війська. 
У лютому того ж року «Сан-Марко» супроводжував висадку італійського десанту біля Бенгазі. 
В середині квітня 1912 року «Сан-Марко» разом із крейсерами «Піза» та «Амальфі» діяв в Егейському морі, намагаючись виманити турецький флот. Коли це не вдалось, італійські кораблі обстріляли Дарданелли та повернулись до Італії. У травні 1912 року «Сан-Марко» брав участь у захопленні Родосу.
Перед початком Першої світової війни на «Сан-Марко» проводились експерименти із розміщення гідролітаків. Коли Італія вступила у війну, «Сан-Марко» перебував у Бріндізі. Разом з іншими сучасними він був  відправлений у Венецію, де перебували в основному застарілі кораблі, щоб захистити італійське узбережжя від ворожих обстрілів. Але після того, як 7 липня 1915 року крейсер «Амальфі» був потоплений підводним човном, італійський флот різко знизив свою активність. 
«Сан-Марко» протягом всієї війни базувався у Венеції і використовувався досить обмежено.
У жовтні 1918 року він брав участь в обстрілі Дураццо, під час якого було потоплене торгове судно та пошкоджені два інших.
У вересні 1923 року «Сан-Марко» брав участь в операції на Іонічних островах під час «інциденту Корфу».
У 1924 році супроводжував крейсер «Сан-Джорджо», на якому крон-принц Умберто здійснив візит у ряд країн Південної Америки. 
У 1931 році «Сан-Марко» був роззброєний та перетворений на корабель-мішень. 14 вугільних котли замінили на 4 нафтові. Водотоннажність склала 9 100 т, потужність силової установки - 13 000 к.с., швидкість - 13 вузлів. 
9 вересня 1943 року корабель був захоплений німцями у місті Ла-Спеція. У 1944 році німці затопили корабель, щоб його не захопили союзники. Формально виключений зі складу флоту 27 лютого 1947 року, у 1949 році піднятий та розібраний на метал.